# Keylor Navas
Keylor Antonio Navas Gamboa (San Isidro, 1986. december 15. –) Costa Rica-i válogatott labdarúgó, a Pumas UNAM játékosa.

## Pályafutása

### Saprissa
Navas 2005. november 6-án debütált a Deportivo Saprissa gárdájában egy Deportiva Carmelita elleni bajnokin. Hamar feltűnt tehetsége, gyakran kivédte az ellenfelek "szemét" is. Az utolsó két idényében ő volt a csapat első számú hálóőre. Összesen 6 Costa Rica-i bajnoki címet nyert és 2005-ben elhódította a CONCACAF-bajnokok ligája trófeáját is. Navas része volt a 2005-ös FIFA-klubvilágbajnokságon az egészen a 3. helyig menetelő keretnek is.

### Albacete
2010 júliusában aláírt a spanyol másodosztályban, egykor Diego Costát is foglalkoztató Albacetebe. Első, egyben utolsó szezonjában a 42 meccsből 36-on kapott lehetőséget, azonban az egyesület az utolsó helyen végzett a tabellán.

### Levante
A 2011–12-es bajnokságban egy évre a spanyol élvonalban (La Liga) szereplő Levante UD-be került kölcsönbe. 2012. május 13-án az utolsó fordulóban kapott lehetőséget, amelyen 3–0-ra legyőzték az Athletic Bilbao csapatát, ezzel a Levante történelme során először indulási jogot szerzett az Európa-ligába. 2012 júliusában csatlakozott végleg az egyesülethez, ahol 3 évre írt alá.
A 2013–14-es szezonra Gustavo Munúa távozása után Navas lett az első számú kapus. 39 találkozóból 36-on ő védett. 2014 márciusában megkapta a "hónap La Liga játékosa" címet, ezzel ő lett az első kapus kiérdemelte ezt az elismerést.

### Real Madrid
2014. augusztus 3-án a világ egyik legerősebb klubja, a Real Madrid CF igazolta le 10 millió euróért. Itt többnyire csere volt, amíg Iker Casillas 2015 nyarán eligazolt a csapattól. Ezután átvette a "karmesteri pálcát", és minden mérkőzésen kezdő volt. A 2015–16-os UEFA-bajnokok ligája csoportköréből 4 meccs után továbbjutottak. A 2016–17-es idényben a Real Madrid lett a bajnok, ezenkívül a 2016–17-es Bajnokok Ligája kiírásban a döntőig menetelek, amelyet végül az olasz Juventus ellen 4–1 arányban el is hódítottak.
A 2018–19-es évadban a fiatal belga tehetséggel, Thibaut Courtois-val kellett versenyeznie az első számú kapus posztjáért.

### Paris Saint-Germain
2019. szeptember 2-án 4 évre, 2023 júniusáig aláírt a francia sikercsapathoz, a Paris Saint-Germain FC-hez, amely üzlet keretében a párizsiak kölcsönbe átadták Alphonse Aréolát a királyiaknak, ezzel ő lett az első Costa Rica-i labdarúgó a klubnál. 12 nappal később debütált a Ligue 1-ben egy sima 1–0-s győzelem során az RC Strasbourg ellen. 2020. július 24-én ő védett végig a Saint-Étienne elleni, végül megnyert francia kupa döntőjében. Július 31-én a Lyon elleni ligakupa döntőben büntetőkkel 6–5-re nyert a PSG, Navas pedig egy 11-est kivédett. Ebben a szezonban a Bajnokok Ligájában Navas a PSG-vel a döntőig menetelt.
Kölcsönből visszatérve bekerült a klub 2023–24-es UEFA-bajnokok ligája keretébe, miután visszautasította a szaúdi el-Hilál ajánlatát. 2024. május 11-én bejelentette, hogy a szezon végén távozik a klubtól.

### Nottingham Forest
2023. január 31-én a Nottingham Forest kölcsönbe vette a szezon végéig. Február 5-én debütált a Leeds United ellen 1–0-ra megnyert bajnoki mérkőzésen és a mérkőzés játékosának választották meg.

### Newell’s Old Boys
2025. január 21-én aláírt az argentin Newell’s Old Boys csapatához.

### Pumas UNAM
2025. július 22-én egyéves zserződést írt alá a Pumas csapatával.

### A válogatottban
Nagy szerepe volt abban, hogy hazája válogatottja kijutott a 2014-es brazíliai labdarúgó-világbajnokságra. Itt Costa Rica a legjobb 8 közé is eljutott, Keylor pedig a torna egyik legjobb kapusa lett.
2024. március 26-án lépett utoljára pályára a válogatottban Argentína elleni barátságos mérkőzésen. 2024. május 23-án bejelentette, hogy visszavonul a nemzeti csapattól.

## Statisztika

### Klubokban
2024. május 19-én frissítve.
| Klub                        | Szezon           | Liga             | Liga  | Liga | Kupa  | Kupa | Európa | Európa | Egyéb | Egyéb | Összesen | Összesen |
| Klub                        | Szezon           | Bajnokság        | Mérk. | Gól  | Mérk. | Gól  | Mérk.  | Gól    | Mérk. | Gól   | Mérk.    | Gól      |
| --------------------------- | ---------------- | ---------------- | ----- | ---- | ----- | ---- | ------ | ------ | ----- | ----- | -------- | -------- |
| Saprissa                    | 2005–06          | Primera División | 2     | 0    | —     | —    | 0      | 0      | —     | —     | 2        | 0        |
| Saprissa                    | 2006–07          | Primera División | 3     | 0    | —     | —    | 0      | 0      | —     | —     | 3        | 0        |
| Saprissa                    | 2007–08          | Primera División | 15    | 0    | —     | —    | 0      | 0      | —     | —     | 15       | 0        |
| Saprissa                    | 2008–09          | Primera División | 26    | 0    | —     | —    | 5      | 0      | —     | —     | 31       | 0        |
| Saprissa                    | 2009–10          | Primera División | 27    | 0    | —     | —    | 4      | 0      | —     | —     | 31       | 0        |
| Saprissa                    | Összesen         | Összesen         | 73    | 0    | 0     | 0    | 9      | 0      | 0     | 0     | 82       | 0        |
| Albacete                    | 2010–11          | Segunda División | 36    | 0    | 0     | 0    | —      | —      | —     | —     | 36       | 0        |
| Albacete                    | Összesen         | Összesen         | 36    | 0    | 0     | 0    | 0      | 0      | 0     | 0     | 36       | 0        |
| Levante (kölcsönben)        | 2011–12          | La Liga          | 1     | 0    | 5     | 0    | —      | —      | —     | —     | 6        | 0        |
| Levante                     | 2012–13          | La Liga          | 9     | 0    | 4     | 0    | 12     | 0      | —     | —     | 25       | 0        |
| Levante                     | 2013–14          | La Liga          | 37    | 0    | 2     | 0    | —      | —      | —     | —     | 39       | 0        |
| Levante                     | Összesen         | Összesen         | 47    | 0    | 11    | 0    | 12     | 0      | 0     | 0     | 70       | 0        |
| Real Madrid                 | 2014–15          | La Liga          | 6     | 0    | 3     | 0    | 2      | 0      | 0     | 0     | 11       | 0        |
| Real Madrid                 | 2015–16          | La Liga          | 34    | 0    | 0     | 0    | 11     | 0      | —     | —     | 45       | 0        |
| Real Madrid                 | 2016–17          | La Liga          | 27    | 0    | 0     | 0    | 12     | 0      | 2     | 0     | 41       | 0        |
| Real Madrid                 | 2017–18          | La Liga          | 27    | 0    | 1     | 0    | 11     | 0      | 5     | 0     | 44       | 0        |
| Real Madrid                 | 2018–19          | La Liga          | 10    | 0    | 7     | 0    | 3      | 0      | 1     | 0     | 21       | 0        |
| Real Madrid                 | Összesen         | Összesen         | 104   | 0    | 11    | 0    | 39     | 0      | 8     | 0     | 162      | 0        |
| Paris Saint-Germain         | 2019–20          | Ligue 1          | 21    | 0    | 3     | 0    | 9      | 0      | 2     | 0     | 35       | 0        |
| Paris Saint-Germain         | 2020–21          | Ligue 1          | 29    | 0    | 3     | 0    | 12     | 0      | 1     | 0     | 45       | 0        |
| Paris Saint-Germain         | 2021–22          | Ligue 1          | 21    | 0    | 1     | 0    | 3      | 0      | 1     | 0     | 26       | 0        |
| Paris Saint-Germain         | 2022–23          | Ligue 1          | 0     | 0    | 2     | 0    | 0      | 0      | 0     | 0     | 2        | 0        |
| Paris Saint-Germain         | 2023–24          | Ligue 1          | 4     | 0    | 2     | 0    | 0      | 0      | 0     | 0     | 6        | 0        |
| Paris Saint-Germain         | Összesen         | Összesen         | 75    | 0    | 11    | 0    | 24     | 0      | 4     | 0     | 114      | 0        |
| Nottingham Forest (kölcsön) | 2022–23          | Premier League   | 17    | 0    | —     | —    | —      | —      | —     | —     | 17       | 0        |
| Nottingham Forest (kölcsön) | Összesen         | Összesen         | 17    | 0    | 0     | 0    | 0      | 0      | 0     | 0     | 17       | 0        |
| Karrier összesen            | Karrier összesen | Karrier összesen | 352   | 0    | 33    | 0    | 84     | 0      | 12    | 0     | 481      | 0        |

### A válogatottban
| Costa Rica | Costa Rica | Costa Rica |
| Év         | Mérkőzés   | Gól        |
| ---------- | ---------- | ---------- |
| 2008       | 2          | 0          |
| 2009       | 14         | 0          |
| 2010       | 5          | 0          |
| 2011       | 11         | 0          |
| 2012       | 10         | 0          |
| 2013       | 8          | 0          |
| 2014       | 10         | 0          |
| 2015       | 4          | 0          |
| 2016       | 5          | 0          |
| 2017       | 7          | 0          |
| 2018       | 10         | 0          |
| 2019       | 5          | 0          |
| 2020       | 1          | 0          |
| 2021       | 8          | 0          |
| 2022       | 10         | 0          |
| 2023       | 2          | 0          |
| 2024       | 2          | 0          |
| Összesen   | 114        | 0          |

## Sikerei, díjai

### Klubokban
- Saprissa
  - Costa Rica-i bajnok: 2005–06, 2006–07, 2007 (Apertura), 2008 (Clausura), 2008 (Apertura), 2010 (Clausura)
  - CONCACAF-bajnokok ligája: 2005
- Real Madrid
  - Spanyol bajnok: 2016–17
  - Spanyol szuperkupa: 2017
  - UEFA-bajnokok ligája: 2015–16, 2016–17, 2017–18
  - UEFA-szuperkupa: 2014, 2017
  - FIFA-klubvilágbajnokság: 2014, 2016, 2017, 2018
- Paris Saint-Germain
  - Francia bajnok: 2019–20,[26] 2021–22, 2023–24
  - Francia kupa: 2019–20,[13] 2020–21, 2023–24
  - Francia ligakupa: 2019–20[14]

### Egyéni
- UEFA-bajnokok ligája: az idény legjobb kapusa: 2018[27]

## Fordítás
Ez a szócikk részben vagy egészben  a   Keylor Navas című angol Wikipédia-szócikk fordításán alapul.  Az eredeti cikk szerkesztőit annak laptörténete sorolja fel. Ez a jelzés csupán a megfogalmazás eredetét és a szerzői jogokat jelzi, nem szolgál a cikkben szereplő információk forrásmegjelöléseként.